# Бейра-Алта
Бе́йра-А́лта (порт. Beira Alta) — историческая провинция Португалии, центр — город Визеу. На 1967 год площадь составляла 3,7 тысяч км2, население — 800 тысяч человек. Образована в 1936 году из прежней провинции Бейра, после ликвидации в 1976 году территории вошли в состав округов: Коимбра, Гуарда и Визеу.

## История
Бейра-Алта была создана в 1832 году в ходе административно-территориальной реформы Мозиню-да-Силвейры путем разделения провинции Бейра. Новая административная единица занимала северо-восточные районы старой. В состав Бейры-Алты вошли три субпрефектуры с центрами в Визеу, Ламегу и Транкозу. Провинциальный административный центр располагался в Визеу. Там находился представитель центрального правительства-префект, а также представительный избирательный орган — провинциальный Генеральный совет. Реформа вступила в силу по всей стране лишь в 1834 году после победы либералов в гражданской войне.
Во время административно-территориальной реформы 1835 года, которая ввела в Португалии округа, вместо провинции Верхняя Бейра образовали округ Визеу. Он взял на себя роль административной единицы, а провинция превратилась в статистико-географический регион.
В 1936 году, в результате очередной административной реформы, вернувшей в стране провинции, была восстановлена провинция Бейра-Алта. Она объединяла 33 муниципалитета: большинство муниципалитетов Визеуского и Гуардовского округов, а также 2 муниципалитета Коимбрского округа.
В 1976 году правительство Португалии провело новую административно-территориальную реформу, вернувшись к окружной системе. Провинция Бейра-Алта была упразднена.

## Муниципалитеты
Провинция состояла из 33 муниципалитетов, которые сейчас входят в состав следующих округов:
- Округ Коимбра (2 из 17)
  - Оливейра-ду-Ошпитал
  - Табуа
- Округ Гуарда (13 из 14)
  - Агиар-да-Бейра
  - Алмейда
  - Селорику-да-Бейра
  - Фигейра-де-Каштелу-Родригу
  - Форнуш-де-Алгодреш
  - Говея
  - Гуарда
  - Мантейгаш
  - Меда
  - Пиньел
  - Сабугал
  - Сейя
  - Транкозу
- Округ Визеу (18 из 24)
  - Каррегал-ду-Сал
  - Каштру-Дайре
  - Мангуалди
  - Моимента-да-Бейра
  - Мортагуа
  - Нелаш
  - Оливейра-де-Фрадеш
  - Пеналва-ду-Каштелу
  - Пенедону
  - Санта-Комба-Дан
  - Сан-Педру-ду-Сул
  - Сатан
  - Сернанселье
  - Тарока
  - Тондела
  - Вила-Нова-де-Пайва
  - Визеу
  - Возела